# إليزابيث غريفيث
إليزابيث غريفيث (بالإنجليزية: Elizabeth Griffith) (و. 1727 – 1793 م) هي ممثلة مسرحية، وكاتِبة، ومقالاتية من جمهورية أيرلندا، وويلز، توفيت في كيلدير، عن عمر يناهز 66 عاماً.